# Gayant (trein)
De Gayant was een Franse binnenlandse TEE-trein op het traject Tourcoing - Parijs. De Gayant is vernoemd naar de stadsreus van Douai.

## SNCF
Een jaar voor het TEE-net van start ging nam de SNCF drie sneltreinen, een ochtend-, een middag- en een avondtrein op het traject Tourcoing - Parijs in de dienstregeling op. Deze "Trains d'affaires" werden verzorgd door de binnenlandse versie van de RGP 825, de RGP 600 treinstellen. In 1959 werd overgeschakeld op een trein met getrokken rijtuigen van het type Corail. Toen in 1965 werd toegestaan om ook binnenlandse treinen als TEE aan te merken is dit niet toegepast op de trains d'affaires naar het noorden. De opwaardering tot TEE volgde pas in 1978.

## Trans Europ Express
De Gayant is op 1 oktober 1978, samen met de TEE Faidherbe en de TEE Watteau, in het TEE-net opgenomen. Het trio kreeg de treinnummers TEE 34 tot en met TEE 39. De even nummers reden van noord naar zuid, de oneven nummers van zuid naar noord. Als middagtrein kreeg de Gayant de nummers TEE 36 en TEE 37. De trein reed niet op zaterdag, niet op zon- en feestdagen en niet in de zomervakantie. Op 23 september 1983 reed TEE 37 voor het laatst en op 30 mei 1986 viel ook het doek voor TEE 36.

### Rollend materieel
De treindienst werd uitgevoerd met elektrische tractie en getrokken rijtuigen.

#### Tractie
Als locomotieven zijn de Franse locomotieven BB 16000 ingezet tussen Parijs en Rijsel, ten noorden van Rijsel werden verschillende types diesellocomotieven ingezet.

#### Rijtuigen
Als rijtuigen werden Franse Inox-rijtuigen van de types PBA (Parijs Brussel Amsterdam) en Mistral 69 ingezet.

### Route en dienstregeling
De trein naar Parijs stopte ook in Longueau en vanaf 30 september 1984 ook in Croix-Wasquehal.
| TEE 36 | land      | station           | km  | TEE 37 |
| ------ | --------- | ----------------- | --- | ------ |
|        | Frankrijk | Tourcoing         | 0   |        |
|        | Frankrijk | Roubaix           |     |        |
|        | Frankrijk | Lille/Rijsel      |     |        |
|        | Frankrijk | Douai             |     |        |
|        | Frankrijk | Arras             |     |        |
|        | Frankrijk | Longueau (Amiens) |     | ↑      |
|        | Frankrijk | Parijs Noord      | 263 |        |